# Llista d'asteroides/158401-158500
| Nom      | Designació provisional | Data de descobriment   | Lloc de descobriment | Descobridor/s                |
| -------- | ---------------------- | ---------------------- | -------------------- | ---------------------------- |
| 158401 - | 2001 YZ111             | 18 de desembre de 2001 | Anderson Mesa        | LONEOS                       |
| 158402 - | 2001 YL117             | 18 de desembre de 2001 | Socorro              | LINEAR                       |
| 158403 - | 2001 YR117             | 18 de desembre de 2001 | Socorro              | LINEAR                       |
| 158404 - | 2001 YA125             | 17 de desembre de 2001 | Socorro              | LINEAR                       |
| 158405 - | 2001 YY130             | 17 de desembre de 2001 | Socorro              | LINEAR                       |
| 158406 - | 2001 YM133             | 18 de desembre de 2001 | Kitt Peak            | Spacewatch                   |
| 158407 - | 2001 YQ161             | 18 de desembre de 2001 | Socorro              | LINEAR                       |
| 158408 - | 2002 AO12              | 10 de gener de 2002    | Campo Imperatore     | CINEOS                       |
| 158409 - | 2002 AM33              | 7 de gener de 2002     | Kitt Peak            | Spacewatch                   |
| 158410 - | 2002 AV39              | 9 de gener de 2002     | Socorro              | LINEAR                       |
| 158411 - | 2002 AJ51              | 9 de gener de 2002     | Socorro              | LINEAR                       |
| 158412 - | 2002 AN51              | 9 de gener de 2002     | Socorro              | LINEAR                       |
| 158413 - | 2002 AW51              | 9 de gener de 2002     | Socorro              | LINEAR                       |
| 158414 - | 2002 AX64              | 11 de gener de 2002    | Socorro              | LINEAR                       |
| 158415 - | 2002 AO87              | 9 de gener de 2002     | Socorro              | LINEAR                       |
| 158416 - | 2002 AS98              | 8 de gener de 2002     | Socorro              | LINEAR                       |
| 158417 - | 2002 AC106             | 9 de gener de 2002     | Socorro              | LINEAR                       |
| 158418 - | 2002 AC151             | 14 de gener de 2002    | Socorro              | LINEAR                       |
| 158419 - | 2002 AC154             | 14 de gener de 2002    | Socorro              | LINEAR                       |
| 158420 - | 2002 AU158             | 13 de gener de 2002    | Socorro              | LINEAR                       |
| 158421 - | 2002 AE165             | 13 de gener de 2002    | Socorro              | LINEAR                       |
| 158422 - | 2002 AW172             | 14 de gener de 2002    | Socorro              | LINEAR                       |
| 158423 - | 2002 AS176             | 14 de gener de 2002    | Socorro              | LINEAR                       |
| 158424 - | 2002 AY186             | 8 de gener de 2002     | Socorro              | LINEAR                       |
| 158425 - | 2002 BA                | 16 de gener de 2002    | Oaxaca               | J. M. Roe                    |
| 158426 - | 2002 BH10              | 18 de gener de 2002    | Socorro              | LINEAR                       |
| 158427 - | 2002 BX18              | 21 de gener de 2002    | Socorro              | LINEAR                       |
| 158428 - | 2002 BX20              | 25 de gener de 2002    | Socorro              | LINEAR                       |
| 158429 - | 2002 BH26              | 26 de gener de 2002    | Socorro              | LINEAR                       |
| 158430 - | 2002 CL1               | 3 de febrer de 2002    | Anderson Mesa        | LONEOS                       |
| 158431 - | 2002 CX2               | 3 de febrer de 2002    | Palomar              | NEAT                         |
| 158432 - | 2002 CJ13              | 8 de febrer de 2002    | Fountain Hills       | C. W. Juels, P. R. Holvorcem |
| 158433 - | 2002 CU17              | 6 de febrer de 2002    | Socorro              | LINEAR                       |
| 158434 - | 2002 CP18              | 6 de febrer de 2002    | Socorro              | LINEAR                       |
| 158435 - | 2002 CH27              | 6 de febrer de 2002    | Socorro              | LINEAR                       |
| 158436 - | 2002 CF47              | 3 de febrer de 2002    | Haleakala            | NEAT                         |
| 158437 - | 2002 CC61              | 6 de febrer de 2002    | Socorro              | LINEAR                       |
| 158438 - | 2002 CJ61              | 6 de febrer de 2002    | Socorro              | LINEAR                       |
| 158439 - | 2002 CN71              | 7 de febrer de 2002    | Socorro              | LINEAR                       |
| 158440 - | 2002 CP78              | 7 de febrer de 2002    | Socorro              | LINEAR                       |
| 158441 - | 2002 CY84              | 7 de febrer de 2002    | Socorro              | LINEAR                       |
| 158442 - | 2002 CE85              | 7 de febrer de 2002    | Socorro              | LINEAR                       |
| 158443 - | 2002 CR90              | 7 de febrer de 2002    | Socorro              | LINEAR                       |
| 158444 - | 2002 CX99              | 7 de febrer de 2002    | Socorro              | LINEAR                       |
| 158445 - | 2002 CJ100             | 7 de febrer de 2002    | Socorro              | LINEAR                       |
| 158446 - | 2002 CE105             | 7 de febrer de 2002    | Socorro              | LINEAR                       |
| 158447 - | 2002 CO108             | 7 de febrer de 2002    | Socorro              | LINEAR                       |
| 158448 - | 2002 CZ109             | 7 de febrer de 2002    | Socorro              | LINEAR                       |
| 158449 - | 2002 CF119             | 7 de febrer de 2002    | Socorro              | LINEAR                       |
| 158450 - | 2002 CO121             | 7 de febrer de 2002    | Socorro              | LINEAR                       |
| 158451 - | 2002 CP121             | 7 de febrer de 2002    | Socorro              | LINEAR                       |
| 158452 - | 2002 CF127             | 7 de febrer de 2002    | Socorro              | LINEAR                       |
| 158453 - | 2002 CP127             | 7 de febrer de 2002    | Socorro              | LINEAR                       |
| 158454 - | 2002 CP131             | 7 de febrer de 2002    | Socorro              | LINEAR                       |
| 158455 - | 2002 CS135             | 8 de febrer de 2002    | Socorro              | LINEAR                       |
| 158456 - | 2002 CL147             | 10 de febrer de 2002   | Socorro              | LINEAR                       |
| 158457 - | 2002 CK148             | 10 de febrer de 2002   | Socorro              | LINEAR                       |
| 158458 - | 2002 CA153             | 6 de febrer de 2002    | Socorro              | LINEAR                       |
| 158459 - | 2002 CP161             | 8 de febrer de 2002    | Socorro              | LINEAR                       |
| 158460 - | 2002 CZ186             | 10 de febrer de 2002   | Socorro              | LINEAR                       |
| 158461 - | 2002 CS195             | 10 de febrer de 2002   | Socorro              | LINEAR                       |
| 158462 - | 2002 CB207             | 10 de febrer de 2002   | Socorro              | LINEAR                       |
| 158463 - | 2002 CP214             | 10 de febrer de 2002   | Socorro              | LINEAR                       |
| 158464 - | 2002 CY214             | 10 de febrer de 2002   | Socorro              | LINEAR                       |
| 158465 - | 2002 CC219             | 10 de febrer de 2002   | Socorro              | LINEAR                       |
| 158466 - | 2002 CS224             | 11 de febrer de 2002   | Socorro              | LINEAR                       |
| 158467 - | 2002 CF233             | 11 de febrer de 2002   | Socorro              | LINEAR                       |
| 158468 - | 2002 CH247             | 15 de febrer de 2002   | Socorro              | LINEAR                       |
| 158469 - | 2002 CM248             | 14 de febrer de 2002   | Palomar              | NEAT                         |
| 158470 - | 2002 CK252             | 4 de febrer de 2002    | Anderson Mesa        | LONEOS                       |
| 158471 - | 2002 CF253             | 3 de febrer de 2002    | Palomar              | NEAT                         |
| 158472 - | 2002 CC274             | 8 de febrer de 2002    | Kitt Peak            | M. W. Buie                   |
| 158473 - | 2002 CM296             | 10 de febrer de 2002   | Socorro              | LINEAR                       |
| 158474 - | 2002 CK303             | 14 de febrer de 2002   | Haleakala            | NEAT                         |
| 158475 - | 2002 CW303             | 13 de febrer de 2002   | Kitt Peak            | Spacewatch                   |
| 158476 - | 2002 CP305             | 3 de febrer de 2002    | Anderson Mesa        | LONEOS                       |
| 158477 - | 2002 CT312             | 13 de febrer de 2002   | Palomar              | NEAT                         |
| 158478 - | 2002 DJ1               | 18 de febrer de 2002   | Cima Ekar            | Asiago-DLR Asteroid Survey   |
| 158479 - | 2002 DJ8               | 19 de febrer de 2002   | Socorro              | LINEAR                       |
| 158480 - | 2002 DN8               | 19 de febrer de 2002   | Socorro              | LINEAR                       |
| 158481 - | 2002 DN9               | 19 de febrer de 2002   | Socorro              | LINEAR                       |
| 158482 - | 2002 DQ11              | 20 de febrer de 2002   | Socorro              | LINEAR                       |
| 158483 - | 2002 DQ13              | 16 de febrer de 2002   | Palomar              | NEAT                         |
| 158484 - | 2002 DZ14              | 16 de febrer de 2002   | Palomar              | NEAT                         |
| 158485 - | 2002 DZ16              | 20 de febrer de 2002   | Anderson Mesa        | LONEOS                       |
| 158486 - | 2002 EM8               | 10 de març de 2002     | Cima Ekar            | Asiago-DLR Asteroid Survey   |
| 158487 - | 2002 EN8               | 11 de març de 2002     | Cima Ekar            | Asiago-DLR Asteroid Survey   |
| 158488 - | 2002 ES13              | 4 de març de 2002      | Palomar              | NEAT                         |
| 158489 - | 2002 EQ22              | 10 de març de 2002     | Haleakala            | NEAT                         |
| 158490 - | 2002 EX23              | 5 de març de 2002      | Kitt Peak            | Spacewatch                   |
| 158491 - | 2002 ED27              | 9 de març de 2002      | Socorro              | LINEAR                       |
| 158492 - | 2002 EM31              | 10 de març de 2002     | Socorro              | LINEAR                       |
| 158493 - | 2002 EF32              | 9 de març de 2002      | Palomar              | NEAT                         |
| 158494 - | 2002 EX33              | 11 de març de 2002     | Palomar              | NEAT                         |
| 158495 - | 2002 EF39              | 9 de març de 2002      | Socorro              | LINEAR                       |
| 158496 - | 2002 EG43              | 12 de març de 2002     | Socorro              | LINEAR                       |
| 158497 - | 2002 ER43              | 12 de març de 2002     | Socorro              | LINEAR                       |
| 158498 - | 2002 EA47              | 12 de març de 2002     | Palomar              | NEAT                         |
| 158499 - | 2002 EJ48              | 12 de març de 2002     | Palomar              | NEAT                         |
| 158500 - | 2002 EL53              | 13 de març de 2002     | Socorro              | LINEAR                       |